# Пацифичка вриштећа сова
Пацифичка вриштећа сова (лат. Megascops cooperi) врста је сове из породице правих сова. Живи на подручју Костарике, Салвадора, Гватемале, Хондураса, Мексика и Никарагве. Њена природна станишта су суптропске и тропске суве шуме, суптропске и тропске равничарске шуме, суптропске и тропске мангровске шуме и високо деградиране бивше шуме. Искључиво је ноћна врста птице и храни се махом великим инсектима (скорпије, бубе, мољци), а понекад и мањим глодарима.